# 필리포 란차
필리포 란차(이탈리아어: Filippo Lanza, 1991년 3월 3일~)는 이탈리아의 배구 선수로 포지션은 아웃사이드 히터이다. 현재 이탈리아 배구 리그의 프리스마 볼리 소속으로 뛰고 있다. 국제 대회에 이탈리아 대표팀 선수로 뛰었으며 2016년 하계 올림픽에서 은메달을 획득했다.